# Signe Kivi

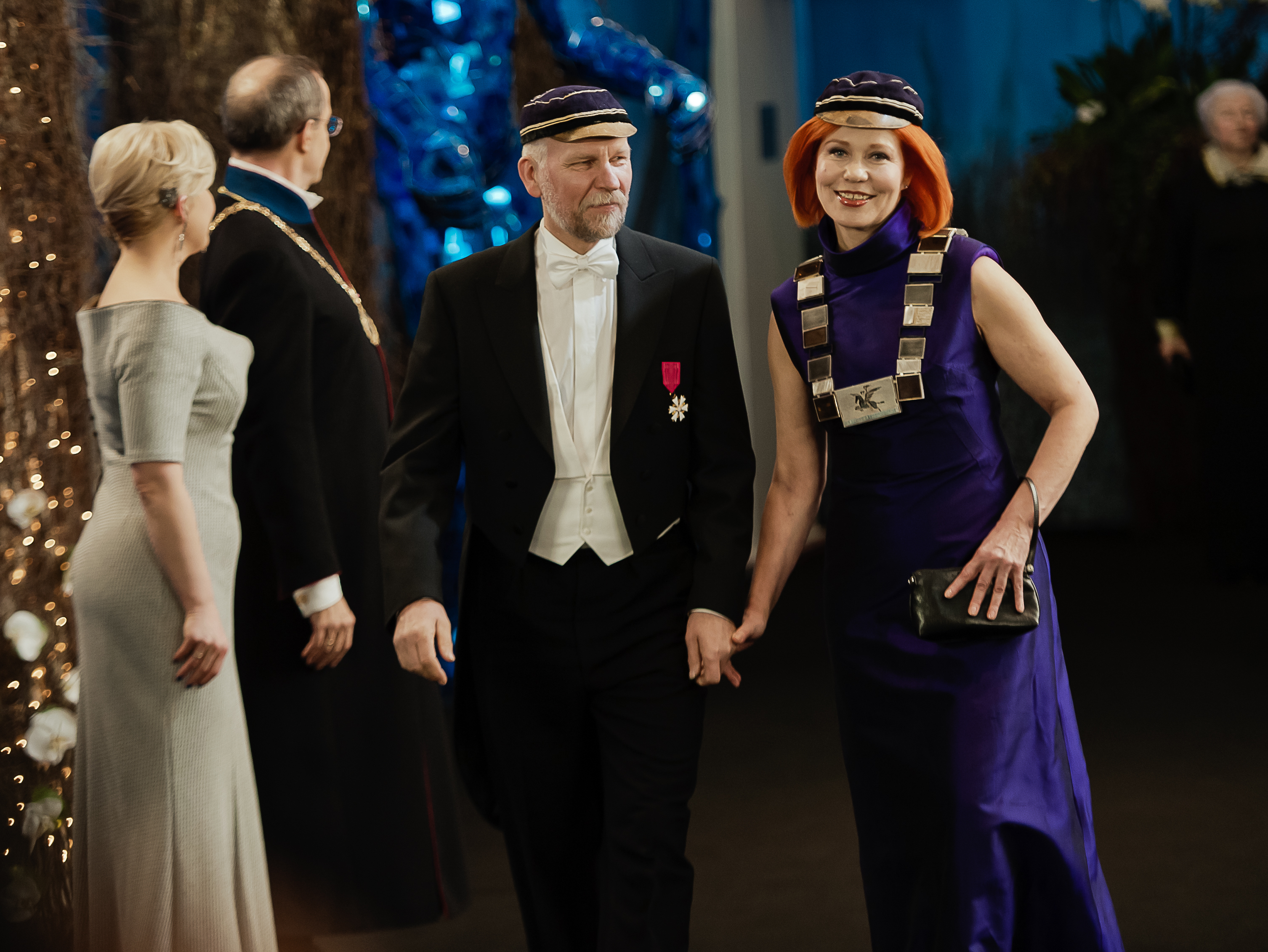
Signe Kivi férjével, Kalju Kivivel egy 2012-es elnöki fogadáson

Signe Kivi, született Signe Buschmann (Tallinn, 1957. február 24. –) észt textilművész és politikus. 1999–2002 között Észtország kulturális minisztere, majd 2005-től 2015-ig az Észt Művészeti Akadémia rektora. Több cikluson keresztül napjainkban is az észt parlament tagja.

## Életrajza
1975-ben érettségizett a Tallinn Pelgulinn városrészében található 46. sz. középiskolában. A középiskolás tanulmányai mellett úszással, atlétikával, tornával és néptánccal foglalkozott. A középiskola után az Észt Művészeti Intézetében tanult textil- és könnyűipari tervező és formatervezés szakon, ahol 1984-ben szerzett diplomát.
Textilművészként 1980-tól 1985-ig a Kodu népművészeti és kézműves egyesületnél, majd 1985-től 1991-ig az Észt SZSZK Művészeti Alapítványának tallinni Ars iparművészeti kombinátjában dolgozott. 1987-től tagja az Észtországi Művészek Szövetségének, amelynek 1995–1998 között alelnöke, ezt követően 1999-ig elnöke volt.
1988-tól oktat az Észt Művészeti Intézetben (1995-től Észt Művészeti Akadémia), ahol 1997-ben kapott egyetemi tanári kinevezést. 1999-től a művészeti akadémia textil tanszékének vezetője volt, 2002-től vendégprofesszor.
Tagja volt az 1990–1992 között létezett, Észtország függetlenségének visszaállítása céljából megalakult népi parlamentnek, az Észt Kongresszusnak. A szervezeten belül tagja volt az Észt Nőszövetség újjáélesztését kezdeményező csoportnak.
1996–1999 között a Tallinni Városi Tanács tagja volt. 1998-ban belépett az Észt Reformpártba, amelynek 2006-ig volt tagja, majd 2014-ben újra tagja lett a pártnak. Az 1999-es helyhatósági választásokon ismét városi képviselővé választották, de miután 1999-ben Maart Laar második kormányába kinevezték kulturális miniszternek, lemondott városi képviselői mandátumáról. Maart Laar miniszterelnök 2002. januári lemondása után Siim Kallas új kormányában is megőrizte miniszteri posztját. 2002 augusztusában az észt kulturális minisztérium felügyelete alatt működő Észt Kulturális Alapnál (KULKA) történt sikkasztási ügy miatt lemondott posztjáról. (Az 1995–2002 között a KULKA élén álló Avo Viiol több mint 8 millió koronát sikkasztott.)
Indult a 2003-as parlamenti választáson, ahol képviselői helyet szerzett. A parlamentben 2003–2005 között a Kulturális Bizottság elnökhelyettese volt. 2005-ben megválasztották az Észt Művészeti Akadémia rektorává, ezért lemondott parlamenti mandátumáról. Az akadémia élén szorgalmazta, hogy az intézmény új épületbe költözzön. Erre még hivatali ideje alatt, 2010-ben sor is került, amikor az intézmény az egykori tallinni harisnyagyár felújított és átalakított épületébe költözhetett. A művészeti akadémia élén 2015-ig állt.
2017. június 6-tól kinevezték a Tartui Művészeti Múzeum igazgatójává. Erről a posztjáról is lemondott, mert a 2019-es parlamenti választáson a tartui választókerületből képviselővé választották. A 2019–2023-as parlamenti ciklusban a Riigikugo kulturális bizottságának tagja volt. 2019-től az Észt Nemzeti Könyvtár felügyelőbizottságának tagja.
A 2023-as észtországi parlamenti választáson a 10. sz. választókerületben (Tartu város) indult, ahol 1286 szavazatot kapott és kompenzációs listáról az Észt Reformpárt színeiben mandátumot szerzett.

## Magánélete
Férje Kalju Kivi észt filmművész, rendező és forgatókönyvíró, ak 1995–2011 közötti az Észt Bábszínház (napjainkban Észt Ifjúsági Színház) művészeti vezetője volt. Öt gyermekük van. Férjével egy vidéki farmon él. A Lääne-Viru megye Haljala községéhez tartozó Joandu faluban található parasztházat férje 1983-ban vásárolta.
Testvére Eva Luigas, aki a tallinni Észt Ifjúsági Színházban dolgozik adminisztratív területen, de jelmezeket is varr.